# Herb Grosch
Herbert Reuben John Grosch (13 septembre 1918 – 18 janvier 2010) est un pionnier de l'informatique, connu pour la loi de Grosch qu'il a formulée en 1950 et qui stipule que « le coût d'un système informatique décroît en fonction du carré de sa vitesse » (« economy is as the square root of the speed »).

## Biographie
Né le 13 septembre 1918 au Canada, il émigre aux États-Unis où il obtient un doctorat en astronomie de l'université du Michigan en 1942.
En 1945, il est embauché par IBM pour la sécurisation des données nécessaires au projet Manhattan, et travaille au Laboratoire d'informatique scientifique Watson à université Columbia. Selon Brennan, un historien d'IBM, il avait été employé auparavant comme ingénieur en optique dans le secteur de la défense et il avait hâte de retourner à la recherche. En 1951, il travaille sur le Projet Whirlwind du MIT, puis sur d'autres projets informatiques d'avant-garde à General Electric. De retour chez IBM, il travaille comme directeur du programme spatial en 1958-1959.
De 1973 à 1976, Grosch est rédacteur en chef de la revue Computerworld. Il est par ailleurs président de l'American Rocket Society (devenu Institut américain d'aéronautique et d'astronautique) et de l'Association for Computing Machinery, de 1976 à 1978.
En 1995, Grosch est récompensé par l'Association for Computing Machinery (Fellows Award): « Pionnier des ordinateurs, ayant dirigé d'importants projets autour de l'espace et de la technologie, Grosch est reconnu pour avoir découvert et documenté la relation entre la vitesse et le coût des ordinateurs. »
Il est le deuxième scientifique engagé par IBM (après Wallace J. Eckert) et le premier employé de la société avec un système pileux apparent, à un moment où les barbes étaient interdites par IBM.

## Carrière universitaire
- Université Columbia, 1946-1951
- Arizona State College, 1956
- Université de Boston, 1972
- NMSU Las Cruces, 1994
- Université du Nevada, Las Vegas, 2002
- Institut pour l'Histoire et la Philosophie de la Science et de la Technologie, Université de Toronto, 2003-2010.

## Publications
- Elements and Ephemeris of Delaporte Object 1936 CA, with Maxwell, Allan D, Publications of the Observatory of the University of Michigan, Vol.6, No.11 (1937).
- Integration Orbit and Mean Elements of Jupiter's Eighth Satellite, Ph. D. dissertation, University of Michigan (April 1942).
- Positions of Pluto, with J.E. Willis, Astronomical Journal, Vol.50, No.14 (June 1942), p. 14-15.
- Ray Tracing on IBM Punched Card Equipment, Journal of the Optical Society of America, Vol.35, 803A (1945).
- Bibliography on the Use of IBM Machines in Scientific Research, Statistics, and Education, IBM (1945).
- Harmonic Analysis by the Use of Progressive Digiting, Proceedings of the 1946 Research Forum, IBM (1946).
- The Orbit of the Eighth Satellite of Jupiter, Astronomical Journal, Vol.53, No.180 (1948) (a condensed published form of Grosch's 1942 Ph. D. thesis).
- Ray Tracing with the IBM Selective Sequence Electronic Calculator, Journal of the Optical Society of America, Vol.39, 1059A (1949).
- Multiplication of Small Matrices, IBM, New York (1 Jun 1949).
- Proceedings of the 1948 Scientific Computation Forum (ed.), IBM (1950).
- The Use of Optimum Interval Mathematical Tables, Proceedings of the 1948 Scientific Computation Forum, IBM (1950).
- Bibliography on Chebyshev Polynomials and Their Use as Optimum Approximation Functions, Proeceedings of the 1949 Scientific Computation Seminar, IBM (1951).
- A New Level of Instruction in Celestial Mechanics, Astronomical Journal, Vol.63 (1958).
- (en) Computer: Bit Slices From a Life, Third Millennium Books, 1991 (ISBN 0-88733-085-1, lire en ligne) (Third edition online in 2003)